# Serhat
Ahmet Serhat Hacıpaşalıoğlu, född 24 oktober 1964 i Istanbul, även känd som Serhat, är en turkisk sångare, producent och TV-presentatör.
Serhat är född och uppvuxen i Istanbul. Karriären som producent började 1994 när han grundade sitt eget bolag, End Production. Samma år började han producera och leda frågesporten Riziko! för TV-kanalen TRT. Riziko! var den turkiska versionen av Jeopardy!. Hans första singel med titeln "Rüya-Ben Bir Daha" kom ut 1997 och musikkarriären tog fart.
Vid sidan av programledarrollen och producentuppdrag fortsatte han med musiken. "Total Disguise" (duett med Viktor Lazlo) släpptes 2004, "Chocolate Flavour" kom år 2005. "I Was So Lonely", "No No Never (Moscow-Istanbul)" samt "Ya + Ti" (en rysk version av "Total Disguise") släpptes 2008. Samtliga tre sånger var duetter med Tamara Gverdtsiteli. Serhats senaste låten, "Je m'adore", lanserade 2014.

## Biografi
Serhat föddes 24 oktober 1964 i Istanbul, Turkiet. Hans föräldrarna var födda i Trabzon och fadern, İsmail Hakkı, arbetade som sjöofficer. Serhat gick i grundskola i İcadiye, Üsküdar och därefter Deutsche Schule Istanbul (högstadium) i Beyoğlu, Istanbul. Han tog examen från Odontologiska fakulteten vid Istanbuls universitet år 1988. 1990 genomförde han två månaders värnplikt i Burdur.

## Karriär

### TV-serier och events
1994 grundade Serhat sitt produktionsbolag End Productions. Ett avtal slöts med TRT och bolaget blev producent av frågesporten Riziko!, den turkiska versionen av Jeopardy!. Serhat var även programledare för detta program som började sändas den 3 oktober 1994. 1995 fick han två Golden Butterfly utmärkelser (Turkish: Altın Kelebek). Den ena för årets bästa manliga programledare och den andra för Riziko! som blev årets bästa frågesportprogram. År 1996 fick han åter igen utmärkelsen för årets bästa frågesportprogram. Programmet gjordes i över 430 avsnitt fram till slutet av 1996. Samma år började frågeprogrammet Hedef 4 (turkiska versionen av Connect Four) att sändas i TRT 1 och det producerades av End Productions. 1997 började han producera frågesportprogrammet Altına Hücum (turkiska versionen av Midas Touch) för Kanal 6 som sändes i 72 avsnitt under året. År 1998 återkom Riziko!, nu i Kanal 7 och med Serhat som programledare. Samma år började Hedef 4 sändas i Kanal 7 och programmet sändes under det hela 1999. Riziko! pågick under hela år 1999 och samma år började Serhat som programledare för Serhat'la Rizikosuz, en talkshow i Kanal 7, som sändes i sex avsnitt. År 2000 återkom Riziko! till Kanal 7 och sändes i 65 avsnitt. Från september 2005 ledde Serhat, tillsammans med Katerina Moutsatsou, Show TV:s Kalimerhaba, en TV-show som producerades av End Productions. I slutet av 2009 grundade Serhat dansorkestern "Caprice the Show". I orkestern ingick 18 musiker och man gjorde många framträdanden under de kommande åren.
Serhat anordnade årliga evenemang såsom High Schools Music Contest (Liselerarası Müzik Yarışması, 1998–idag), Megahit-International Mediterranean Song Contest (Megahit-Uluslararası Akdeniz Şarkı Yarışması, 2002-2004) och Dance Marathon (Dans Maratonu, en danstävling mellan gymnasier och högskolor som startade 2009).

#### Produktioner
| TV-serier           | Kanal         | Årtal                | Verkat som  | Verkat som | Övrigt                                         |
| TV-serier           | Kanal         | Årtal                | Presentatör | Producent  | Övrigt                                         |
| ------------------- | ------------- | -------------------- | ----------- | ---------- | ---------------------------------------------- |
| Riziko!             | TRT 1 Kanal 7 | 1994–96 1998–99 2000 | Ja          | Ja         |                                                |
| Hedef 4             | TRT 1 Kanal 7 | 1996–98 1998–99      | Nej         | Ja         |                                                |
| Altına Hücum        | Kanal 6       | 1997                 | Nej         | Ja         |                                                |
| Serhat'la Rizikosuz | Kanal 7       | 1999                 | Ja          | Ja         |                                                |
| Kalimerhaba         | Show TV       | 2005                 | Ja          | Ja         | Delat programledarskap med Katerina Moutsatsou |

### Musikkarriär
Serhat började sin musikkarriär 1997 i och med en singel som innehöll låtarna "Rüya" och "Ben Bir Daha". År 2004 släppte han sin andra singel "Total Disguise", en duett med franske sångaren Viktor Lazlo. Text och musik skrevs av Olcayto Ahmet Tuğsuz och låten spelades in både på engelska och franska. Singeln innehöll också ett flertal remixer av låten. År 2005 spelade han in "Chocolate Flavour" och låten gavs ut i Grekland tillsammans med "Total Disguise". 2008 samarbetade han med den rysk-georgiske sångerskan Tamara Gverdtsiteli och tillsammans spelade de in "I Was So Lonely", "No No Never (Moscow-Istanbul)" och "Ya + Ti" (en ryska version av "Total Disguise"). Dessa låtar släpptes som singlar och fanns också med på Gverdtsitelis album Vozdushiy Potsyelui (2008).
Under år 2014, började Serhat jobba i Frankrike och Tyskland. Han gav ut sin femte singel, en låt på franska med titeln ”Je m'adore". Musikvideon regisserades av Thierry Vergnes och filmades i Paris. "Je m'adore" var etta under fem veckor på Deutsche DJ Black/Pop Charts, nummer ett på Black 30, tvåa på British Dance Charts, nummer åtta på French Dance Charts och nummer nio på Swiss Dance Charts. Serhat blev vald av San Marino att representera landet i Eurovision Song Contest 2016 i Stockholm. Låten framfördes i tävlingens första semifinal 10 maj, men lyckades inte kvalificera sig till final. Han återvände till tävlingen 2019 och representerade återigen San Marino. Denna gången gick det bättre och han tog San Marino till finalen och hamnade på en 19:e plats.

#### Diskografi
Singlar
- 1997: "Rüya-Ben Bir Daha"
- 2004: "Total Disguise" (duett med Viktor Lazlo)
- 2005: "Chocolate Flavour"
- 2008: "I Was So Lonely-No No Never" (duett med Tamara Gverdtsiteli)
- 2014: "Je m'adore"
- 2016: "I Didn't Know"
- 2017: "I Didn't Know" (duett med Martha Wash)
- 2018: "Total Disguise" (duett med Helena Paparizou)
- 2019: "Say Na Na Na"

### Övrigt
Sedan 2010 är Serhat ordförande i Verein der Ehemaligen Schüler der Deutschen Schule Istanbul (İstanbul Alman Liseliler Derneği) och sedan 2013 styrelsemedlem i Verein zum Betrieb der Deutschen Schule Istanbul (İstanbul Özel Alman Lisesi İdare Derneği).

## Priser och utmärkelser
| År   | Utmärkelse              | Kategori                   | Program | Resultat |
| ---- | ----------------------- | -------------------------- | ------- | -------- |
| 1995 | Golden Butterfly Awards | Best Male Host of the Year | Riziko! | Vann     |
| 1995 | Golden Butterfly Awards | Best Quiz Show of the Year | Riziko! | Vann     |
| 1996 | Golden Butterfly Awards | Best Quiz Show of the Year | Riziko! | Vann     |

- 1998: Fair Play Grand Prize by National Olympic Committee of Turkey[39]
- 2003: FIDOF (International Federation of Festival Organizations) Annual Golden Transitional Media Ring of Friendship[40]
- 2004: Golden Key of the City of Alexandria[40][41]

## Källhänvisningar
1. 1 2 3 4 5 6  Tunca, Hulûsi (9 maj 2006). ”Bunlar sunucu değil artist” (på turkiska). Hürriyet. Arkiverad från originalet den 9 januari 2016. https://web.archive.org/web/20160109185622/http://www.hurriyet.com.tr/bunlar-sunucu-degil-artist-4388071. Läst 13 december 2015.
2. ↑  Çalışkan, Mehmet (16 november 2015). ”Serhat Hacıpaşalıoğlu: Ülkemde de beğenilirse oldukça mutlu olurum” (på turkiska). Gazete Habertürk. Arkiverad från originalet den januari 9, 2016. https://www.webcitation.org/6ePiapUSd?url=http://www.haberturk.com/magazin/roportajlar/haber/1153984-serhat-hacipasalioglu-ulkemde-de-begenilirse-oldukca-mutlu-olurum. Läst 13 december 2015.
3. ↑  ”TV yıldızları ödüllerine kavuştu”. Milliyet:  s. 3. 15 december 1995.
4. ↑  ”1995: İşte ödüller” (på turkiska). Hürriyet Kelebek. 29 november 2015. s. 18. Läst 6 januari 2015.
5. ↑  ”1996: İşte ödüller” (på turkiska). Hürriyet Kelebek. 29 november 2015. s. 18. Läst 6 januari 2015.
6. ↑  ”Riziko”. Cumhuriyet:  s. 16. 21 november 1996.
7. ↑  ”Çocuklar yarışacak”. Cumhuriyet:  s. 17. 29 juni 1996.
8. ↑  ”Altına Hücum”. Milliyet:  s. 3. 10 februari 1997.
9. ↑  ”Yarışmada buluştular”. Milliyet:  s. 24. 7 februari 1997.
10. ↑  Salbacak, Hande (2004). ”'Küresel Kültür' ve Türkiye Televizyonlarında Bilgi Yarışmaları: 'En Zayıf Halka' ve 'Kim 500 Milyar İster'” (på turkiska) (PDF). Ankara: Ankara University Institute of Social Sciences. Arkiverad från originalet den januari 9, 2016. https://www.webcitation.org/6ePifHa47?url=http://acikarsiv.ankara.edu.tr/browse/315/607.pdf.
11. ↑  ”Yarışta "Riziko" da var” (på turkiska). Milliyet:  s. 26. 2 november 1998.
12. ↑  ”Bay Riziko'dan çocuklara armağan: HEDEF 4” (på turkiska). Hürses:  s. 10. 3 december 1998.
13. ↑  ”Serhat'la Rizikosuz Akşamlar” (på turkiska). Posta - Tele Magazin:  s. 6. 1 november 1999.
14. ↑  ”Rizikosuz program” (på turkiska). Posta:  s. 6. 24 november 1999.
15. ↑  ”Serhat'la Rizikosuz” (på turkiska). Hürriyet. 17 november 1999. Arkiverad från originalet den januari 9, 2016. https://www.webcitation.org/6ePiiNMaV?url=http://hurarsiv.hurriyet.com.tr/goster/haber.aspx?id=-113897.
16. ↑  ”Riziko yeniden başlıyor” (på turkiska). Milliyet:  s. 17. 26 juni 2000.
17. ↑  ”22:30 Kalimerhaba” (på turkiska). Sabah. 2 september 2005. Arkiverad från originalet den januari 9, 2016. https://www.webcitation.org/6ePimELjL?url=http://arsiv.sabah.com.tr/2005/09/02/gny/tel02-200.html.
18. ↑  ”Caprice The Show” (på turkiska). Bigglook.com. 26 november 2009. Arkiverad från originalet den januari 9, 2016. https://www.webcitation.org/6ePipB2OG?url=http://www.bigglook.com/biggistanbul/kultur/aktv_detay.asp?aa_id=4. Läst 5 januari 2016.
19. ↑  ”Serhat Hacıpaşalıoğlu "Je M'adore" diyor!” (på turkiska). Gecce.org. 5 januari 2015. Arkiverad från originalet den januari 9, 2016. https://www.webcitation.org/6ePivNZ1w?url=https://gecce.com/haber-serhat-hacipasalioglu-je-madore-diyor. Läst 5 januari 2016.
20. ↑  ”18. Liselerarası Müzik Yarışması'ın Jüri Üyeleri Belli Oldu” (på turkiska). Hürriyet. 6 maj 2015. Arkiverad från originalet den januari 9, 2016. https://www.webcitation.org/6ePiyjmnV?url=http://www.hurriyet.com.tr/18-liselerarasi-muzik-yarismasi-nin-juri-uyeleri-belli-oldu-28932121.
21. ↑  ”Megahit için start verildi” (på turkiska). Hürriyet. 1 september 2004. Arkiverad från originalet den januari 9, 2016. https://www.webcitation.org/6ePj30ndi?url=http://www.hurriyet.com.tr/megahit-icin-start-verildi-253904.
22. ↑  ”Dans yarışmasının galibi Kıbrıs'tan..” (på turkiska). Sacitaslan.com. 20 april 2011. Arkiverad från originalet den januari 9, 2016. https://www.webcitation.org/6ePjAFaa9?url=http://www.sacitaslan.com/dans-yarismasinin-galibi-kibristan-haberi-55433.
23. ↑  ”Serhat Hacıpaşalıoğlu – Rüya - Ben Bir Daha”. Discogs. http://www.discogs.com/Serhat-Hac%C4%B1pa%C5%9Fal%C4%B1o%C4%9Flu-R%C3%BCya-Ben-Bir-Daha/release/3113882.
24. ↑  ”Viktor Lazlo & Serhat Hacıpaşalıoğlu – Total Disguise”. Discogs. http://www.discogs.com/Viktor-Lazlo-Serhat-Hac%C4%B1pa%C5%9Fal%C4%B1o%C4%9Flu-Total-Disguise/release/4354700.
25. ↑  ”Viktor Lazlo & Serhat – Total Disguise”. Discogs. http://www.discogs.com/Viktor-Lazlo-Serhat-Total-Disguise/release/4947380.
26. ↑  ”Тамара Гвердцители – Воздушный Поцелуй”. Discogs. http://www.discogs.com/%D0%A2%D0%B0%D0%BC%D0%B0%D1%80%D0%B0-%D0%93%D0%B2%D0%B5%D1%80%D0%B4%D1%86%D0%B8%D1%82%D0%B5%D0%BB%D0%B8-%D0%92%D0%BE%D0%B7%D0%B4%D1%83%D1%88%D0%BD%D1%8B%D0%B9-%D0%9F%D0%BE%D1%86%D0%B5%D0%BB%D1%83%D0%B9/release/4722443.
27. ↑  Mauro, Déborah Lo (29 september 2014). ”Serhat : découvrez " I’m Movin’ On " dans un clip festif et coloré” (på franska). Le Suricate Magazine. Arkiverad från originalet den januari 9, 2016. https://www.webcitation.org/6ePjExjny?url=http://www.lesuricate.org/serhat-decouvrez-im-movin-on-clip-festif-colore/.
28. ↑  ”Music-Videos”. Thierry Vergnes official website. Arkiverad från originalet den januari 9, 2016. https://www.webcitation.org/6ePjHoeEu?url=http://www.tvergnes.com/tvergnes/Music-Videos.html.
29. ↑  ”Serhat Hacıpaşalıoğlu, "Je M'adore" dünya müzik listelerini sallamaya devam ediyor!” (på turkiska). Magazinsortie. 6 oktober 2015. Arkiverad från originalet den januari 9, 2016. https://www.webcitation.org/6ePjLw3q7?url=http://www.magazinsortie.com/muzik/serhat-hacipasalioglu-je-madore-dunya-muzik-listelerini-sallamaya-devam-ediyor-h6923.html.
30. ↑  ”Deutsche DJ Black/Pop Charts - Woche: 43 Jahr 2015” (på tyska). Deutsche DJ Charts. https://docs.google.com/document/d/17uL6Lpg8cZBRVyS46yazRoRSBwrhzs2r4oGmhdH6BV0/edit.
31. ↑  ”Black 30: KW 46-2015” (på tyska). Mix1. Arkiverad från originalet den 10 januari 2016. https://archive.is/20160110120851/https://drive.google.com/file/d/0B5PWq__Q27SIRVBpRnhMVHRTTDNGTjZQTEVsOU0wd3hNNWNv/view.
32. ↑  ”British Dance Charts (KW 40 - 2015)”. wdjc.de. Arkiverad från originalet den januari 9, 2016. https://www.webcitation.org/6ePjR5ESW?url=http://www.wdjc.de/bdc/index.php?PHPSESSID=psvmjfsjt8ss8v4fr6tpsg10o4.
33. ↑  ”AUSGABE 39-2015”. wdjc.de. Arkiverad från originalet den januari 9, 2016. https://www.webcitation.org/6ePjSWyVf?url=http://www.wdjc.de/sdc/index.php?PHPSESSID=80hcuii1gkblc1unrteg80tm92.
34. ↑  Petersen, Rasmus (12 januari 2016). ”San Marino: Serhat to Stockholm”. eurovisionworld.com. http://eurovisionworld.com/?esc=san-marino-serhat-to-stockholm. Läst 12 januari 2016.
35. ↑  ”We have our first ten finalists” (på engelska). Eurovision.tv. http://www.eurovision.tv/page/news?id=50we_have_our_first_ten_finalists. Läst 13 maj 2016.
36. ↑  Ergün, Bülent (23 juni 2010). ”Alman liseliler 'Sosis Günü'nde hasret giderdi” (på turkiska). Sabah. Arkiverad från originalet den januari 9, 2016. https://www.webcitation.org/6ePjaBbim?url=http://www.sabah.com.tr/egitim/2010/06/23/alman_liseliler_sosis_gununde_hasret_giderdi. Läst 5 januari 2016.
37. ↑  ”Dernek Hakkında” (på turkiska). Alumni Association of Istanbul German High School. Arkiverad från originalet den januari 9, 2016. https://www.webcitation.org/6ePjeDzxe?url=http://www.almanliseliler.org/iletisim/. Läst 5 januari 2016.
38. ↑  ”Der Schulträger” (på tyska). Istanbul German High School. 27 november 2013. Arkiverad från originalet den januari 9, 2016. https://www.webcitation.org/6ePjfhl4q?url=http://www.ds-istanbul.de/schultraeger.htm. Läst 5 januari 2016.
39. ↑  ”Türkiye Fair Play Ödülleri” (på turkiska). National Olympic Committee of Turkey. 4 april 2013. Arkiverad från originalet den januari 9, 2016. https://www.webcitation.org/6ePjhDRfQ?url=http://fairplay.olimpiyatkomitesi.org.tr/haber_detay.aspx?id=14. Läst 5 januari 2016.
40. 1 2  Segard, Christophe (12 juni 2014). ”Serhat le dandy-chic que l'on adore” (på franska). Aficia. Arkiverad från originalet den januari 9, 2016. https://www.webcitation.org/6ePjk79Eq?url=http://www.aficia.info/actualite-musique/serhat-dandy-chic-lon-adore-16084. Läst 5 januari 2016.
41. ↑  ”مهرجان الاسکندریه للاغنیه یرفع شعارای دمعه حزن لا!” (på Arabic). Akhbar Elyom (615):  sid. 19. July 17, 2004.